# Troma
La Troma Entertainment è una casa di produzione e distribuzione cinematografica indipendente statunitense, fondata da Lloyd Kaufman e Michael Herz nel 1974.
La compagnia produce film indipendenti e a basso costo, che presentano un alto tasso di sequenze splatter e di nudità, politicamente scorretti e irriverenti, molti dei quali sono divenuti dei cult movie. Ha prodotto e distribuito oltre 800 film, tra cui i primi lavori di registi come James Gunn, Trey Parker, Matt Stone, Brian De Palma e Oliver Stone, e attori come Robert De Niro, Kevin Costner, Samuel L. Jackson e Marisa Tomei.
Tra i titoli più famosi prodotti o distribuiti dalla Troma vi sono The Toxic Avenger, Tromeo and Juliet (rivisitazione in chiave splatter ed erotica di Romeo e Giulietta di William Shakespeare), Sgt. Kabukiman N.Y.P.D., Terror Firmer e Cannibal! The Musical. La casa di distribuzione DigitMovies Cinema si sta occupando di portare in Italia in DVD e Blu-ray le più famose pellicole Troma con la collana "Tromaland".

## Storia
(Lloyd Kaufman)

### Gli inizi: le commedie sexy adolescenziali

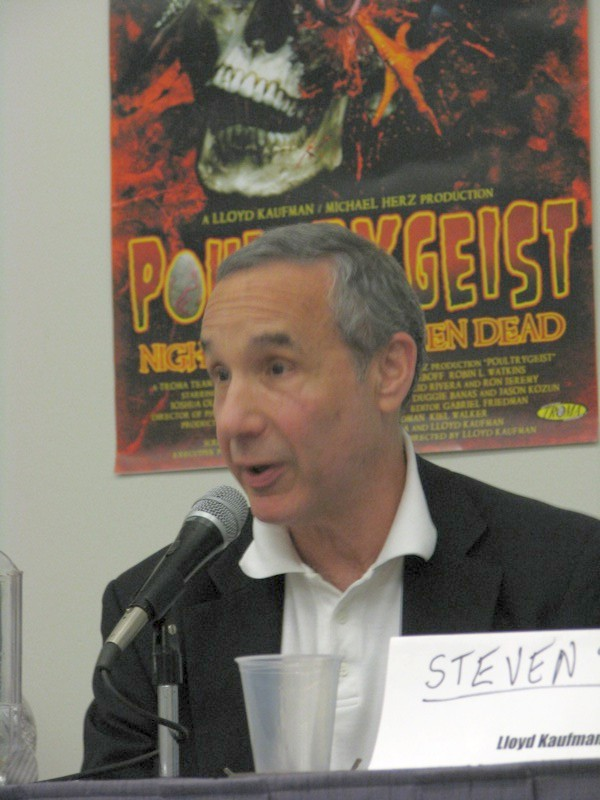
Il presidente della Troma, Lloyd Kaufman

Nel 1971 Lloyd Kaufman fondò la Armor Films, che produsse due soli film ma che è considerata il prototipo della Troma. Il primo film prodotto dalla Troma fu la commedia sexy Squeeze Play!, co-diretta da Kaufman ed Herz nel 1979, costata 100 mila dollari e girata in cinque settimane con tecnici e attori tutti dilettanti, tranne il direttore della fotografia. Seguirono altre tre commedie sexy adolescenziali, contenenti nudità femminili e scene erotiche: Waitress!, Stuck on You! e The First Turn-On!, tutte dirette dalla coppia Kaufman-Herz.

### Il vendicatore tossico: il primo successo
La svolta per la Troma avvenne nel 1985. Quell'anno arrivò infatti il primo grande successo: l'horror The Toxic Avenger, diretto da Kaufman e Herz, storia di un ragazzo che cade in un barile di rifiuti tossici e diviene un mostro dotato di una forza sovrumana che combatte il crimine armato di uno spazzolone. Costato 500.000 dollari, The Toxic Avenger riscosse un ottimo successo nelle sale che lo proiettavano a mezzanotte, ed è divenuto il film simbolo della Troma. Ha generato tre sequel e ha dato origine a una serie di fumetti e di cartoni animati. L'immagine di Toxic che alza al cielo lo spazzolone è divenuto il logo della Troma.

### Gli altri successi
Sulla scia del grande successo ottenuto in tutto il mondo, soprattutto in Giappone, da Il vendicatore tossico, nel 1986 la Troma produsse Class of Nuke 'Em High, horror che narra di Tromaville, la cittadina che fa da sfondo a quasi tutti i film prodotti dalla Troma, che viene infestata da un mostro creato dalle scorie nucleari, co-diretto da Kaufman e Richard W. Haines. Anche questo film ha generato due sequel: Class of Nuke 'Em High Part II: Subhumanoid Meltdown e Class of Nuke 'Em High 3: The Good, the Bad and the Subhumanoid.
Nel 1988 fu la volta di Troma's War, parodia dei film di guerra come Rambo. Il film, diretto da Kaufman, fu censurato dalla MPAA, che obbligò il regista ad alcuni tagli. Per questo motivo, Troma's War riscosse un successo minore dei film precedenti, rifacendosi però sul mercato dell'home video. Nel 1991 la Troma produsse Sgt. Kabukiman N.Y.P.D., co-diretto dalla coppia Kaufman-Hertz. Il film narra di un sergente che riceve i poteri di Kabukiman e combatte il crimine con l'ausilio di bacchette, ventagli e ombrellini. Il protagonista è divenuto uno dei simboli della Troma e tornerà in altri film, incontrando i vari personaggi della casa di produzione come il "vendicatore tossico".
Nel 1996 Kaufman diresse Tromeo and Juliet, un altro grande successo della Troma. Il film rivisita la celebre tragedia shakespeariana secondo lo stile della Troma con una brillante sceneggiatura firmata da James Gunn, abbondanti scene di sesso e una violenza esagerata. Nel 1999 la Troma produsse quello che è forse il suo film più ambizioso, vale a dire Terror Firmer, diretto da Kaufman basandosi sul suo libro All I Needed to Know About Filmmaking I Learned From The Toxic Avenger. Il film narra di un regista cieco che sta realizzando un nuovo sequel de Il vendicatore tossico, ma la lavorazione viene continuamente interrotta da una misteriosa donna che, a poco a poco, uccide nei modi più efferati i membri della troupe.

### La distribuzione
Oltre che nella produzione, la Troma è molto attiva anche nella distribuzione di pellicole proprie o altrui. Negli anni ha così acquistato molti film, di ogni genere e data, distribuendoli nei cinema di seconda visione o direttamente in home video. Uno dei primi titoli acquistati dalla Troma fu Blood Sucking Freaks, diretto con il titolo Sardu: The Incredible Torture Show da Joel M. Reed nel 1976. La Troma cambiò il titolo e reinserì le scene tagliate dalla censura, quindi lo ridistribuì nei cinema e in seguito in VHS e DVD, facendolo divenire un gran successo.
Tra i titoli più noti distribuiti dalla Troma c'è Cannibal! The Musical, un musical irriverente e demenziale diretto da Trey Parker e Matt Stone (la coppia che darà vita alla serie animata South Park), tratto da una storia vera. La Troma ha distribuito altri film divenuti cult, come Killer Condom, Maniac Nurses, Scream Baby Scream, Rabid Grannies, Il bosco 1 di Andrea Marfori e anche un film di Dario Argento: La sindrome di Stendhal.

### La Troma oggi
Oggi la Troma è molto attiva sul web e continua a produrre, distribuire e acquistare titoli per l'home video.
Tra gli ultimi film prodotti dalla Troma vi sono Poultrygeist: Night of the Chicken Dead (2006), diretto da Lloyd Kaufman, che narra di un nutrito gruppo di polli che si trasformano in zombi e invadono Tromaville, la commedia fantascientifica Uchuujin from Outer Space (2007) e l'horror Terror Talk (2007).

### La Troma e la televisione
La Troma ha anche prodotto due serie televisive: The Tromaville Café (1997), co-diretta da Lloyd Kaufman e James Gunn, e Troma's Edge TV (30 puntate girate nel 2000).

### Il Tromadance Festival
Ogni anno la Troma organizza a Park City, nello Utah, il Tromadance Festival. Il festival presenta film, cortometraggi e documentari rigorosamente indipendenti, provenienti da tutto il mondo. Il miglior lavoro viene distribuito in DVD e segnalato sul sito ufficiale della Troma. Inoltre Kaufman funge da consulente, istruendo i registi su come realizzare un perfetto film indipendente.

### Il Dogpile 95
Nel maggio 2002 Lloyd Kaufman annunciò al Festival di Cannes la nascita del Dogpile 95, una dottrina parodia del Dogma 95. Il manifesto del Dogpile 95 è composto da dieci regole, che parodiano e sovvertono quelle del Dogma 95. Ad esempio, nel punto 6, ove il Dogma 95 proibisce l'azione superficiale (nei film non ci devono essere scene violente e armi) il Dogpile 95 ordina di inserire nei film più violenza, più armi, più rapporti lesbici e più tette.

### La Tromette

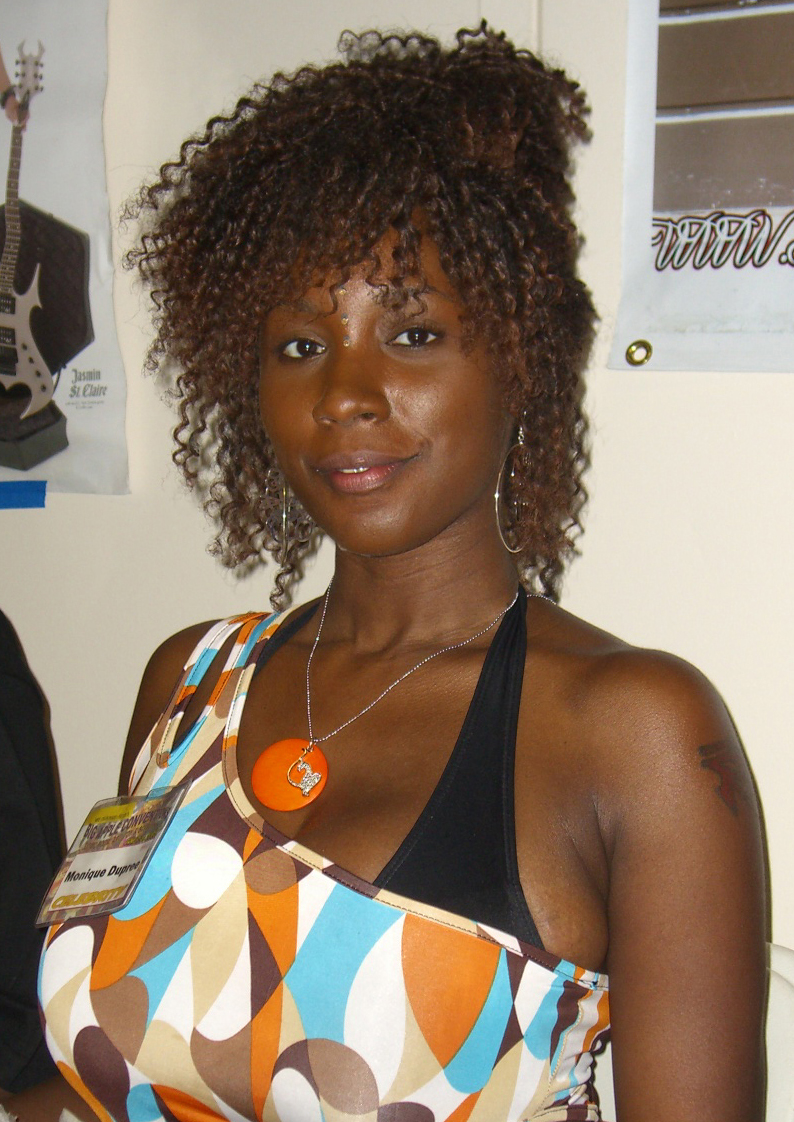
Monique Dupree, Tromette del mese nel novembre 2006 e 2007

La cosiddetta Tromette è l'eroina di un film della Troma. È l'equivalente della "Scream Queen" hollywoodiana, ovvero un'avvenente ragazza in pericolo che urla a squarciagola. La Tromette differisce però dalla classica "scream queen": è infatti dotata di uno spirito più combattivo e di un'irrefrenabile voglia di sesso.
Il prototipo della Tromette è presente in Squeeze Play!, che narra di un gruppo di ragazze avvenenti che sfidano i loro coetanei maschi a una partita di softball. La prima apparizione ufficiale di una Tromette risale al 1985, quando in Il vendicatore tossico entra in scena Sarah, la fidanzata cieca di Toxic Avenger, interpretata da Andree Miranda, che verrà sostituita nei sequel successivi da Phoebe Legere, divenuta una delle più celebri Tromettes.
Tra le più note Tromettes vi sono anche Monique Dupree, Jane Jensen (la Juliet di Tromeo and Juliet), Debbie Rochon, Alyce LaTourelle e Jennifer Bablist.
Le Tromettes sono presenti anche fuori dallo schermo, soprattutto al Festival di Cannes, dove annualmente si esibiscono sulla passerella, e sul sito ufficiale della Troma, dove viene eletta mensilmente la Tromette del mese.

## Stile e influenze
(Lloyd Kaufman)
Lo stile della Troma è inconfondibile: al di fuori di ogni modello critico, i film sono una contaminazione di vari generi quali lo splatter, l'horror, la fantascienza, la commedia demenziale e l'action, supportati da un linguaggio scurrile e politicamente scorretto. L'estetica è caratterizzata da colori vistosi, falsi raccordi tra le inquadrature, una recitazione priva di spessore e una regia fiacca, dove non di rado si vede un attore assassinato ricomparire alcune scene più tardi con un altro ruolo. I film presentano molte sequenze ricorrenti, come una gamba staccata, il cosiddetto "Penis Monster" (un pene mostruoso dotato di vita propria), evirazioni, vomito e scatologia.
L'etica della Troma ruota intorno alla difesa del cittadino vittima di grandi multinazionali o dell'abuso di potere dei governanti. La tematica più ricorrente è quella ecologista anti-nucleare, affrontata in vari film.
Le pellicole della Troma hanno influenzato molti registi, come Joe Dante, Quentin Tarantino, Robert Rodriguez, Eli Roth, Alexandre Aja, Andreas Schnaas, Bobby, Peter Farrelly, Álex de la Iglesia, Santiago Segura ed Edgar Wright.

## Filmografia parziale
- Blood Sucking Freaks di Joel M. Reed (1976)
- Braccato a vita di Philippe Mora (1976)
- Squeeze Play! di Lloyd Kaufman (1979)
- Mother's Day di Charles Kaufman (1980)
- Waitress! di Lloyd Kaufman e Michael Herz (1981)
- I guerrieri dell'anno 2072 di Lucio Fulci (1984)
- Stuck on You! di Lloyd Kaufman e Michael Herz (1984)
- The First Turn-On! di Lloyd Kaufman e Michael Herz (1984)
- The Toxic Avenger di Lloyd Kaufman e Michael Herz (1985)
- Class of Nuke 'Em High di Lloyd Kaufman, Michael Herz e Richard W. Haines (1986)
- Combat Shock di Buddy Giovinazzo (1987)
- Surf Nazis Must Die di Peter George (1987)
- Redneck Zombies di Pericles Lewnes (1987)
- Troma's War di Lloyd Kaufman e Michael Herz (1988)
- Nonne Cannibali di Emmanuel Kervyn (1988)
- Il bosco 1 di Andrea Marfori (1988)
- Beware! Children at Play (1989)
- The Toxic Avenger Part II di Lloyd Kaufman e Michael Herz (1989)
- The Toxic Avenger Part III: The Last Temptation of Toxie di Lloyd Kaufman e Michael Herz (1989)
- Chopper Chicks in Zombietown di Dans Hoskins (1989)
- Maniac Nurses di Harry M. Love (1990)
- Frostbiter: Wrath of the Wendigo di Tom Harris (1990)
- Def by Temptation di James Bond III (1990)
- Sgt. Kabukiman N.Y.P.D. di Lloyd Kaufman e Michael Herz (1991)
- Class of Nuke 'Em High Part II: Subhumanoid Meltdown di Eric Louzil e Donald G. Jackson (1991)
- A Nymphoid Barbarian in Dinosaur Hell di Brett Piper (1991)
- Space Zombie Bingo!!! di George Ormond (1993)
- Class of Nuke 'Em High 3: The Good, the Bad and the Subhumanoid di Eric Louzil (1994)
- Femme Fontaine: Killer Babe for the C.I.A. di Margot Hope (1994)
- Blondes Have More Guns di George Merriweather (1995)
- Tromeo and Juliet di Lloyd Kaufman e James Gunn (1996)
- Cannibal! The Musical di Trey Parker (1996)
- Killer Condom di Martin Walz (1996)
- Lust for Freedom di Eric Louzil (1997)
- Teenage Catgirls in Heat di Scott Perry (1997)
- The Tromaville Café (serie TV) di Lloyd Kaufman e James Gunn (1997)
- Hellinger di Massimiliano Cerchi (1997)
- Sucker: The Vampire di Hans Rodionoff (1998)
- Terror Firmer di Lloyd Kaufman (1999)
- Citizen Toxie: The Toxic Avenger IV di Lloyd Kaufman e Michael Herz (2000)
- Troma's Edge TV (serie televisiva) (2000)
- The Rowdy Girls di Steve Nevus (2000)
- All the Love You Cannes! (documentario) di Gabriel Friedman, Lloyd Kaufman e Sean McGrath (2002)
- Zombiegeddon di Chris Watson (2003)
- Parts of the Family di Léon Paul De Bruyn (2003)
- Poultrygeist: Night of the Chicken Dead di Lloyd Kaufman (2006)
- Return to Nuke 'Em High Vol. 1 di Lloyd Kaufman (2013)